# Levamisol
Levamisol, comercializado como cloridrato  sal sob o nome comercial Ergamisol (R12564), (no Brasil como Ascaridil, em Portugal como Vetramisol) é um anti-helmíntico e imunomodulador pertencente a uma classe de derivados sintéticos do imidazotiazoil. Foi descoberto em 1966 na Bélgica pela Janssen Farmacêutica em 1966, na qual foi preparado inicialmente sob a forma de sua racemato chamado tetramisol.Os dois estereoisómeros do tetramisol foram subsequentemente sintetizados e ao isómero levógiro foi dado o nome de levamisol. Levamisol tem sido utilizado em seres humanos para o tratamento de parasitoses e tem sido estudado em combinação com outras formas de quimioterapia para câncer do cólon, melanoma e canceres da cabeça e pescoço. Em alguns dos estudos em linhas celulares de leucemia, tanto o tetramisol quanto o levamisol mostraram efeito semelhante. A droga foi retirada do mercado dos EUA e Canadá em 2000 e 2003, respectivamente, devido ao risco de efeitos secundários graves e disponibilidade de medicamentos mais eficazes para sua reposição.  O principal efeito tóxico droga é a agranulocitopenia, uma depleção grave das células brancas do sangue que deixa os pacientes mais vulneráveis à infecção.
Atualmente, o levamisol permanece em uso na  veterinária como um vermífugo para gado. O medicamento também tem sido cada vez mais utilizado como um adulterador da cocaína vendida nos Estados Unidos e Canadá, resultando em sérios  efeitos colaterais.

## Química
A síntese original feita pela Janssen Farmaceutica resultou na preparação de um mistura racêmica dos dois enantiómeros, cujo sal cloridrato foi relatado ter um ponto de fusão de 264-265 ° C, a base livre do racemato tem um ponto de fusão de 87-89 ° C. Quando os dois enantiómeros foram feitas separadamente, o levógiro (S-(-) -) enantiómero - posteriormente chamado levamisol - tinha ponto de fusão de 227-229 ° C assim como seu sal cloridrato; e 60-61,5 ° C assim como sua base livre. Assim, 60 ° C é inserido como o valor para o ponto de fusão ns Drugbox. O enantiómero dextrógirao (R-(+) -) , posteriormente chamado dexamisol, tem um ponto de fusão de 227-227,5 ° C, tal como o seu cloridrato, e 60-61,5 ° C, tal como sua base livre.

## Síndrome de Necrose Induzida por Levamisol
Do inglês Levamisole Induced Necrosis Syndrome (LINES), é uma complicação causada pelo uso de cocaína adulterada reconhecida em 2011. O levamisol é frequentemente misturado à cocaína para potencializar os efeitos produzidos sobre a estimulação do sistema nervoso central (SNC) ou é adicionado como um composto marcador. A necrose da pele associada a toxicidade do levamisol varia de vasculite leucocitoclástica a vasculopatia oclusiva. Vários casos de agranulocitose grave  associada ao uso de cocaína têm sido relatados desde 2006. Com a doença cutânea recentemente reconhecida, a face e as orelhas são comumente afetados, especialmente as hélices bilaterais e bochechas. No entanto, também houve relatos de casos de envolvimento do abdômen, peito, nádegas e pernas.